# Hydrogène vert

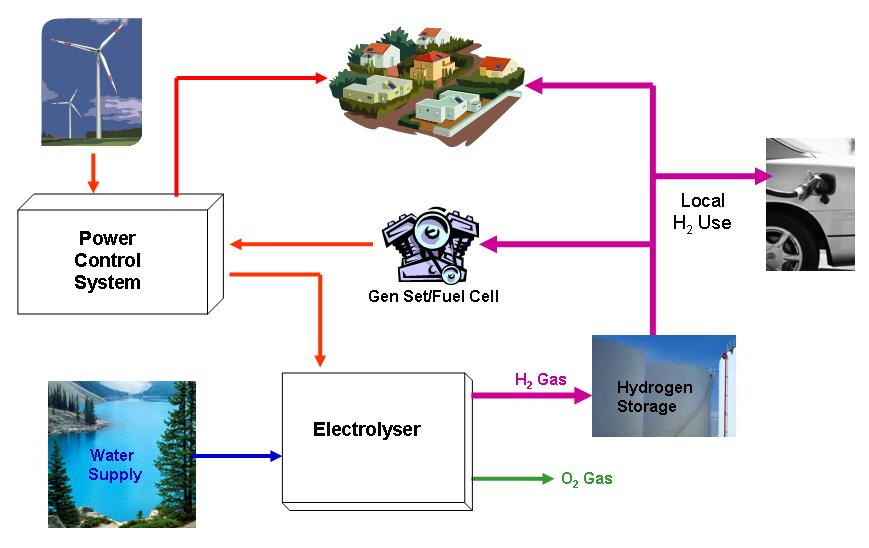
Schéma de production et de consommation d'hydrogène vert (l'éolienne représente la production d'électricité décarbonée).

Hydrogène propre
L'hydrogène vert est le dihydrogène produit :
- au sens large (on parle alors aussi d'hydrogène propre), de manière décarbonée, sans libération significative de gaz à effet de serre (dans ce sens il inclut l'hydrogène jaune, rouge, bleu, turquoise, orange ou blanc) ;
- au sens restreint, par électrolyse de l'eau, à partir d'une source d'énergie renouvelable, ou d'une source bas carbone (énergie renouvelable ou nucléaire), selon les définitions.

## Production d'hydrogène vert
De l'électricité à faible empreinte carbone, produite à partir d'une source d'énergie renouvelable ou nucléaire, peut être utilisée pour produire de l'hydrogène vert par le processus d'électrolyse de l'eau.
L'hydrogène produit à partir d'électricité d'origine nucléaire est aussi qualifié de « jaune », « violet » ou « rose » selon les pays et les méthodes de production.
Les opposants au nucléaire rejettent la dénomination d'« hydrogène vert » pour l'hydrogène produit à partir du nucléaire.
Les députés européens souhaitent un accord sur une terminologie uniforme afin de définir clairement les différents types d'hydrogènes (renouvelable, à faible teneur en carbone et d'origine fossile).

### Pistes au stade de la recherche
La pyrolyse du méthane (hydrogène turquoise) est parfois présentée comme une alternative à l'électrolyse de l'eau. Au cours de la réaction, le méthane est transformé en dihydrogène et en noir de carbone,,. Ce procédé est présenté comme « non mature » par RTE dans son rapport « Futurs énergétiques 2050 » (février 2022). Le prix élevé du méthane et le contexte géopolitique sont également des freins au développement de cette technique, mais des alternatives comme le biogaz sont envisagées.
La production de « biohydrogène » à partir d'algues issues de macroalgues ou de microalgues est aussi envisagée.

## Contexte: production et utilisations de l'hydrogène
En 2015, l'hydrogène produit par électrolyse ne représente que 4 % de l'hydrogène utilisé, alors que l'Europe en consomme 8,8 mégatonnes par an. Son utilisation se fait dans l'industrie du raffinage, la production d'ammoniac pour l'agriculture, la production de méthanol et dans une moindre mesure d'acier. Elle s'accompagne en 2020 de l'émission de 830 millions de tonnes de CO2 par an, soit environ 2 % des émissions mondiales et quasiment autant que le secteur aérien ou que le transport maritime.

## Rôle dans la transition écologique
Le développement d'un « système hydrogène bas-carbone » performant est considéré comme « une nécessité » dans les scénarios français de transition énergétique reposant sur un très fort développement des énergies renouvelables à l'horizon 2050, proposés par RTE en 2021, et plus généralement comme un atout pour décarboner les secteurs difficiles à électrifier,. Ainsi, au-delà du stockage de l'énergie, l'hydrogène pourrait connaître d'autres applications, notamment dans le cadre des transports (avion à hydrogène, voiture à hydrogène, train à hydrogène) et dans l'industrie (sidérurgie et industrie chimique). En juillet 2020, l'Union européenne a proposé un plan intitulé « Stratégie de l'hydrogène pour une Europe climatiquement neutre », surnommé « Plan hydrogène », dans le cadre du pacte vert pour l'Europe,.
L'utilisation de l'hydrogène pour décarboner l'économie n'a de sens que s'il est produit de façon décarbonée. Les centrales nucléaires peuvent contribuer à la production d'hydrogène décarboné, soit en alimentant des électrolyseurs à partir du réseau national, soit en utilisant leur vapeur dans des électrolyseurs à haute température, soit dans de nouveaux modèles de réacteurs capables de produire des températures de sortie de l'ordre de 800 à 900 °C. L'hydrogène produit à partir d'électricité nucléaire est considéré comme « vert » selon la future taxonomie verte européenne.

### Écoblanchiment
Le 14 septembre 2022, les eurodéputés ont accepté que l'hydrogène vert soit produit à partir d'électricité issue de gaz ou de charbon, pourvu que le carbone produit soit « compensé » par des productions d'énergie renouvelable dans les trois mois,,.

## Économie de la production

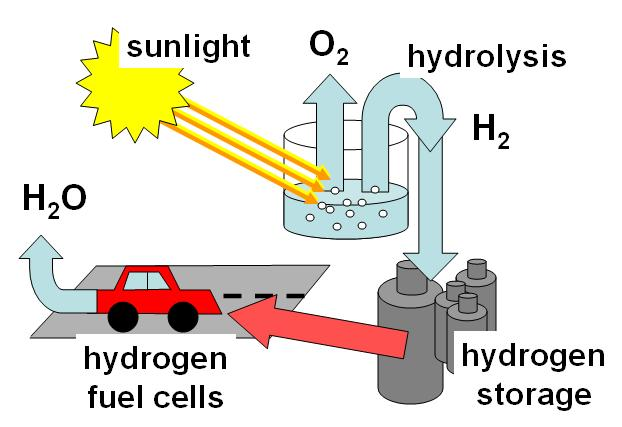
Production d'hydrogène à partir d'énergie solaire.

Selon le think-tank allemand Agora Energiewende, l'électrolyse pour la production d'hydrogène vert requiert de longues durées annuelles de fonctionnement à pleine charge (supérieures à 3 000 à 4 000 heures par an) et de l'électricité renouvelable à bas coût. Cela écarte les éoliennes à terre (en moyenne 1 500 h/an). Les gisements les plus favorables sont les grands parcs éoliens de la mer du Nord et les grandes centrales solaires en Afrique du Nord ou au Moyen-Orient.
Selon Meredith Annex, analyste chez BloombergNEF, « le prix des équipements comme les électrolyseurs est en train de chuter. Demain, l'essentiel du coût de l'hydrogène vert résidera dans le coût de l'électricité générée pour le produire ». Selon Patrick Pouyanné, PDG de TotalEnergies, « le vrai défi, c'est de trouver les surfaces pour répondre aux besoins d'énergie renouvelable. On ne les trouvera pas facilement en Europe. » Cédric Philibert, chercheur au Centre énergie et climat de l'Ifri, explique que les besoins en électricité non issue d'énergies fossiles seront importants pour remplacer les centrales à gaz et à charbon et pour électrifier les transports, et que le développement de nouvelles capacités d'électricité renouvelable pour produire, en sus, de l'hydrogène parait impossible. Des régions moins densément peuplées se préparent donc à en tirer parti. L'Espagne, qui dispose de vastes espaces peu habités et d'une avance certaine dans les renouvelables, veut produire à terme jusqu'à 3,6 Mt d'hydrogène par an et en exporter une partie vers le reste de l'Europe. L'Australie, le Kazakhstan, l'Arabie saoudite, le Canada, l'Inde, la Namibie ont des projets ambitieux, ainsi que les États-Unis et la Chine. Selon Prakash Sharma, analyste chez Wood Mackenzie, « l'Australie, le Moyen-Orient et l'Amérique du nord devraient émerger comme acteurs dominants du marché », mais les régions productrices éloignées des grandes zones de consommation industrielle seront désavantagées par les coûts de transport. Le transport de l'hydrogène sous forme liquéfiée par navire paraît beaucoup plus problématique que pour le gaz naturel, car la température de liquéfaction de l'hydrogène est extrêmement basse : −253 degrés Celsius, contre −160 degrés pour le gaz naturel, et la densité de l'hydrogène gazeux est trop faible pour être rentable à transporter sur longue distance. Les projets parient donc de plus en plus sur les produits dérivés de l'hydrogène, plus faciles et moins coûteux à transporter, comme l'ammoniac, utilisé comme engrais, ou le méthanol, qui entre dans la composition de produits chimiques. Plusieurs pays ont d'ores et déjà annoncé qu'ils ne pourraient pas produire tout l'hydrogène vert dont ils ont besoin et qu'ils en importeraient massivement : l'Allemagne, les Pays-Bas et le Japon ; la France pourrait s'y ajouter.

### Rentabilité
La production d'hydrogène nécessite d'importantes quantités d'énergie. Si l'hydrogène n'est pas produit directement à partir d'hydrocarbures fossiles, sa production par électrolyse de l'eau se fait au détriment de l'électricité injectée sur le réseau électrique. Les rendements médiocres de récupération énergétique de la filière hydrogène, les difficultés de stockage, ainsi que la faible capacité des électrolyseurs à absorber les fluctuations rapides des énergies vertes (éolienne et solaire) semblent indiquer en 2021 que la filière hydrogène dite « verte » serait économiquement peu viable à grande échelle. Seuls des cas particuliers ou des avancées technologiques dans les piles à combustibles avec des cycles intégrés à récupération de chaleur par cogénération associées aux pertes de rendement permettraient de justifier un intérêt énergétique et écologique pour la filière[réf. souhaitée]. Selon Jean-Marc Jancovici, la « quantité d’électricité nécessaire [interdit] d’envisager une conversion à l’hydrogène d’une large fraction de nos engins de transport ». Pour la Fédération européenne pour le transport et l'environnement (T&E), cette inefficacité des e-carburants conduirait à les réserver au secteur de l'aviation.
L'Académie des technologies, société savante française, résume l'état de l'art de la filière hydrogène vert dans la conclusion de son rapport du 30 juin 2020 : « Le développement de la filière hydrogène relève du temps long. Des perspectives séduisantes sont ouvertes ; mais leur point d’arrivée n’est pas acquis. Il convient d’accepter que de nombreux travaux de développement n’aboutissent que dans les décennies à venir ; et on ne connaît pas les résultats. On ne saurait construire une politique énergétique sur des espoirs ».
Certains sidérurgistes estiment que le coût de l'hydrogène vert est prohibitif, malgré les subventions qui se chiffrent en milliards d'euros. Ainsi, Geert van Poelvoorde, directeur général d'ArcelorMittal, prédit qu’en utilisant l'hydrogène en Europe, l'entreprise se « catapulterait elle-même hors du marché ». En effet, les projections actuelles aboutissent à un coût de production de 6 à 7 €/kg, peut-être 5 €/kg en anticipant des optimisations. Or le prix maximum acceptable pour l'utilisation de l'hydrogène en sidérurgie est de 1,5 €/kg. L'importation d'hydrogène est à exclure : le coût de transport depuis l'Afrique, où sa production serait la plus économique, revient justement à 1,5 €/kg. ArcelorMittal impute ainsi les échecs des projets de réduction directe à l'hydrogène aux prévisions de coûts de fonctionnement inacceptables et souligne que les investissements sont plus importants que prévu (HyDeal España est estimé à huit milliards d'euros, que les subventions couvrent à hauteur de 450 millions d'euros). De leur côté, les États-Unis s'engagent — sous certaines conditions — à subventionner l'hydrogène vert s'il dépasse 3 $/kg.

## Ambition politique et réalisations

### Banque mondiale
La Banque mondiale publie le 17 novembre 2023 un rapport sur le marché de l'hydrogène vert. Elle évalue les besoins en hydrogène bas carbone pour répondre aux objectifs climatiques à 40 Mt/an en 2030, dont la moitié dans les pays émergents et en voie de développement. Les investissements nécessaires pour y parvenir sont estimés à 200 milliards de dollars par an au niveau mondial. En 2023, seuls six grands projets de développement d'hydrogène vert (de capacité supérieure à 100 MW) ont reçu une décision finale d'investissement. La Banque mondiale propose un plan d'action pour un total de 10 GW.

### États-Unis
Début 2025, les États-Unis mettent à jour leurs règles fiscales pour encourager la production d'hydrogène vert,.

### Union européenne
En 2020, la Commission européenne publie une « stratégie pour l'hydrogène en vue d'une Europe neutre climatiquement » qui prévoit d'installer d'ici 2024 des électrolyseurs d'une puissance totale de 6 GW pour produite 1 Mt de dihydrogène par an. D'ici 2030, cette capacité doit atteindre 40 GW pour produire 10 Mt d’hydrogène renouvelable.
Mais ces objectifs sont déjà jugés irréalisables par la cour des comptes européenne. En effet, en 2026, seul 1/3 des objectifs 2024 de puissance d'électrolyseurs seront approchés. Réalisations 2023 : 0,2 GW installé et 24 000 tonnes h2 produites.
L'hydrogène produit à partir d'énergie nucléaire est considéré comme « vert » selon la classification en vigueur en France, « violet » voire « jaune » ou « rose » dans certains pays anglophones,. Dans tous les cas, il est à très faible empreinte en carbone. Aussi de très nombreux syndicats européens enjoignent-ils à l'Union européenne d'inclure le nucléaire dans la « taxonomie » verte. En mars 2021, un rapport d'experts de l'UE aboutit à la conclusion que le nucléaire devrait entrer dans le cadre de la « taxonomie » verte.
Le 31 décembre 2021, la Commission européenne dévoile son projet de labellisation verte pour les activités contribuant à la réduction des gaz à effet de serre. Ce document fixe les conditions de l'inclusion du nucléaire et du gaz dans la taxonomie européenne : les nouveaux projets de centrales nucléaires devront avoir obtenu un permis de construire avant 2045 (avec une clause de rendez-vous pour la suite) ; les travaux permettant de prolonger la durée de vie des réacteurs existants, tels que le « grand carénage » d'EDF, devront avoir été autorisés avant 2040 ; des garanties seront exigées en matière de traitement des déchets nucléaires et de démantèlement des installations, conformes aux traités existants.
En 2022, un débat oppose les partisans d'une production d'énergie locale, estimant que l'Europe est capable de produire suffisamment d'électricité décarbonée pour produire de l'hydrogène vert au plus près des bassins de consommation, et les tenants des importations, persuadés que l'Europe ne pourra pas se passer de cargos et de gazoducs pour disposer d'hydrogène produit dans des pays ensoleillés et venteux, tels que l'Australie, l'Afrique du Sud, le Moyen-Orient, le Maghreb, le Brésil ou le Chili. L'Allemagne pousse pour le modèle d'importation massive, comme les principaux industriels français, dont Engie et GRDF. Même si l'Europe accélérait ses investissements éoliens, elle pourrait faire baisser le prix de l'éolien, au mieux, à 50 €/MWh, contre une moyenne actuelle estimée par l'Ademe à 60 €/MWh, alors qu'au Brésil, il est à peine supérieur à 20 €/MWh.
Le 3 février 2023, la ministre de la Transition énergétique française, Agnès Pannier-Runacher, déclare : « Les négociations à Bruxelles ne prennent pas une tournure satisfaisante. S'interdire d'utiliser le nucléaire, qui est une énergie émettant moins de carbone que le photovoltaïque ou l'éolien, est une position climaticide et absurde ». Un courrier a été envoyé le 1er février à la Commission européenne, par la France, la Roumanie, la Bulgarie, la Pologne, la Slovénie, la Croatie, la Slovaquie, la Hongrie et la Tchéquie, en faveur de l'intégration de l'hydrogène bas carbone dans les textes européens en cours de négociation.
Le 16 mars 2023, sept États membres (l’Autriche, le Danemark, l’Allemagne, l’Irlande, le Luxembourg, le Portugal et l’Espagne) rejettent l'introduction de l'hydrogène produit avec de l'énergie nucléaire dans la liste des énergies renouvelables.
Le 30 mars 2023, les législateurs européens (Parlement, Conseil et Commission) adoptent une directive sur le développement des énergies renouvelables pour la décennie à venir, qui relève largement les objectifs d'énergie renouvelable de 2030, de 32 % à 42,5 % de la consommation totale d'énergie. Les partisans de l'énergie nucléaire, menés par la France, militaient pour inclure la reconnaissance de l'hydrogène bas carbone produit avec de l'électricité d'origine nucléaire. Ils obtiennent que les États membres dont la part d'hydrogène produite à base d'énergies fossiles dans leur consommation d'hydrogène est inférieure à 23 % en 2030 (20 % en 2035) pourront réduire la part produite à partir d'énergies renouvelables de 20 %,.
Le 4 mai 2023, Technip Energies et John Cockerill annoncent la création d'une coentreprise, Rely, spécialisée dans la conception et l'équipement de projets de production d'hydrogène vert. La société d'ingénierie française détiendra 60 % de la nouvelle entité et son homologue belge, active notamment dans la sidérurgie et l'armement, 40 %. Selon eux, Technip Energies a installé 30 % des capacités dans le monde et John Cockerill a fourni près du tiers du marché mondial des électrolyseurs. Au-delà des électrolyseurs, l'entité proposera aussi une offre dans le développement d'unités de liquéfaction ou de regazéification.

#### France
La France, dans son plan de relance de 2020, a décidé d'investir deux milliards d'euros dans ce secteur d'ici 2022 et sept milliards d'ici 2030,,.
La startup Lhyfe, sise à Nantes et retenue dans le programme « French Tech Green20 », produit de l'hydrogène vert depuis 2021, en alimentant les électrolyseurs par de l'énergie éolienne, tout en gérant les fluctuations liées au vent.
En janvier 2022, la société d'ingénierie H2V et le Port de Marseille annoncent la construction, pour 750 millions d'euros, d'une installation de production d'hydrogène vert d'une capacité de 600 MW, la plus importante projetée alors dans le monde. L'usine sera progressivement déployée en six tranches à partir de 2026 et pleinement opérationnelle en 2031. Elle produira 84 000 tonnes d'hydrogène par an, pour décarboner les grosses industries pétrochimiques et sidérurgiques, ArcelorMittal à Fos et les raffineries Esso et Petroineos ; ces trois sites pourraient absorber la totalité de sa production. Avec les besoins de la mobilité lourde, la demande d'hydrogène estimés d'ici 2030 sur l'emprise portuaire marseillaise s'élèvent à 105 000 tonnes, soit l'équivalent de 1,2 GW de production électrique. H2V espère qu'en 2030, le solaire et l'éolien seront suffisamment développés dans le sud du pays pour ramener le coût de l'énergie nécessaire au fonctionnement de son installation autour de 20 euros, son seuil de rentabilité. Son projet « H2V Normandy » (200 MW), développé depuis 2016 à Saint-Jean-de-Folleville, a obtenu le 10 janvier l'autorisation environnementale de l'État. Le projet est cédé à Air liquide, qui va construire cette usine et l'exploiter, produisant 28 000 tonnes d'hydrogène par an en 2025. H2V a annoncé trois autres projets : Dunkerque, Saint-Avold et Fessenheim.
La startup iséroise Sylfen, créée en 2015 pour valoriser une technologie développée au CEA, lance en 2022 la commercialisation de son électrolyseur réversible, après une preuve de concept réalisée en 2018-2019 par la vente d'un prototype à Engie. Ce dispositif permet de convertir une partie de l'énergie renouvelable produite par des panneaux photovoltaïques principalement, plus occasionnellement des éoliennes, en hydrogène par électrolyse de l'eau, puis de restituer l'énergie stockée dans une pile à combustible, avec un rendement de 40 %, supérieur à celui des techniques existantes (autour de 30 %). De plus, la haute température (700 °C) au cœur du processus peut être récupérée pour chauffer les bâtiments. La cible visée est composée des collectivités ou des entreprises propriétaires de leurs bâtiments de quelques milliers de mètres carrés. En mai 2022, Sylfen lève dix millions d'euros, grâce à de nouveaux investisseurs, pour industrialiser la fabrication. Les quatre premiers clients devraient être livrés à partir de la fin 2022.
Selon un rapport publié en décembre 2022 par France Hydrogène, qui regroupe 460 acteurs de la filière, 250 projets de production d'hydrogène renouvelable et bas carbone sont en développement sur le territoire français, répartis sur les 12 régions métropolitaines, une légère avance étant prise par les régions Provence-Alpes-Côte d'Azur (182 000 t/an de capacité de production), Hauts-de-France (175 000 t/an) et Auvergne-Rhône-Alpes (161 000 t/an). Ils pourraient permettre de dépasser les objectifs fixés et produire 1 070 000 t d'hydrogène renouvelable et bas carbone par an en 2030, dont 815 000 t seraient utilisées par l'industrie, pour moitié pour la production de molécules de synthèse (e-méthanol, e-carburants, e-méthane…). La décarbonation de la sidérurgie mobiliserait à elle seule 250 000 t d'hydrogène par an. La mobilité concernerait environ 20 % des projets, en priorité pour des poids lourds ou des réseaux de transport publics. Les projets de production d'hydrogène à des fins énergétiques ne devraient produire que 25 000 t par an en 2030. Le rapport évoque plusieurs incertitudes : la production de plus d'un million de tonnes d'hydrogène renouvelable et bas-carbone par électrolyse requiert plus de 50 TWh d'électricité, soit 10 % de la consommation totale d'électricité prévue par RTE dans son scénario de référence à 2030 ; dans le secteur de la mobilité, les véhicules sont encore trop chers ; le cadre réglementaire tarde à se mettre en place. France Hydrogène réclame en outre le développement d'un hydrogène « rose », produit à partir de nucléaire, exclu aujourd'hui par l'Europe de la définition d'un hydrogène décarboné et qui ne bénéficie donc pas du même soutien.
En septembre 2023, le fonds Hy24, lancé en 2022 par Ardian et FiveT Hydrogen et abondé, entre autres, par TotalEnergies, Air liquide, Airbus, EDF, la Caisse des dépôts et consignations et la Société générale, annonce son entrée au capital de la société InterContinental Energy (ICE), basée à Singapour. Hy24 et GIC, le fonds souverain de Singapour, apportent 115 millions de dollars et deviennent les actionnaires de référence, aux côtés des fondateurs. ICE a recherché les meilleurs sites de la planète pour produire de l'hydrogène vert et a choisi, pour ses deux premiers projets, l'Australie et Oman. L'objectif d'ICE est d'atteindre 100 GW de capacités renouvelables d'ici à 2050 pour produire 5 Mt d'hydrogène vert par an, ce qui représenterait moins de 1 % du marché mondial, selon les dernières projections de Deloitte. ICE affirme pouvoir produire de l'hydrogène vert à moins de 3 €/kg sur ses projets, soit moitié moins que les prix en Europe.
En décembre 2023, dans sa nouvelle stratégie de développement de l'hydrogène en France, le gouvernement envisage pour la première fois le recours aux importations d'hydrogène décarboné alors qu'il privilégiait jusque-là une production nationale. Un appel à candidatures est annoncé pour début 2024 visant à construire 1 GW de capacités, dont les lauréats se verront garantir un prix d'achat de leur hydrogène décarboné sur dix ans.
En décembre 2023 également, Air liquide lance, en partenariat avec Siemens Energy, le projet « Normand'Hy », qui sera l'un des plus gros électrolyseurs du monde (200 MW) destiné à la production d'hydrogène. À sa mise en service, prévue en 2026, il produira 80 tonnes d'hydrogène par jour à partir d'« électricité verte de proximité », et devrait ainsi éviter l'émission de 250 000 tonnes de CO2 par an. Implanté sur la commune de Saint-Jean-de-Folleville (Seine-Maritime), il livrera la moitié de sa production à la raffinerie TotalEnergies de Gonfreville-l'Orcher, située à proximité. Le montant du projet est estimé à 400 millions d'euros ; il bénéficiera de 190 millions d'euros de subventions.
En janvier 2024, France Hydrogène, association de professionnels de la filière, émet des doutes sur les avantages de l'importation d'hydrogène renouvelable : une étude de Roland Berger publiée le 30 janvier évoque la production de 13,2 Mt d'hydrogène vert seulement au niveau mondial en 2030. De plus, alors que le coût de production dans certains pays où l'éolien et le solaire seront très compétitifs sera inférieur de 40 % à celui attendu en France, l'écart de coût n'est plus que de 0 à 10 % si on intègre les coûts du conditionnement, du transport, de la reconversion si l'on passe par d'autres molécules, voire du transport interne[Quoi ?]. Le seul domaine où l'importation serait nettement avantageuse est celui de l'ammoniac produit à partir d'hydrogène renouvelable et d'azote : s'il est consommé directement, par exemple pour la production d'engrais, l'écart de prix peut s'élever à plusieurs dizaines de pourcents.
En avril 2025, le Gouvernement revoit à la baisse l'objectif de capacité de production d’hydrogène vert en 2035, le ramenant de 10 GW à 8 GW.

#### Allemagne
En juillet 2023, le gouvernement allemand décide de doubler son objectif de production nationale d'hydrogène vert pour 2030, le portant à 10 GW au lieu de 5 GW annoncés en 2020. La capacité de production allemande est alors seulement de 0,1 GW. Pour atteindre cet objectif, de nouvelles méthodes de production de l'hydrogène seront nécessaires, comme la pyrolyse du méthane (hydrogène « turquoise ») et la production à partir de déchets (hydrogène « orange ») ou d'énergie fossile comme le gaz naturel (hydrogène « bleu »), avec captage et stockage sous terre du CO2 émis. Entre 50 % et 70 % des besoins du pays devront être assurés par des importations ; des accords ont été conclus avec la Norvège et le Danemark pour construire avant 2028 un gazoduc transportant de l'hydrogène vert depuis les pays nordiques. Avant 2027 ou 2028, l'Allemagne doit aussi se doter d'un réseau de plus de 1 800 kilomètres de conduites d'hydrogène converties ou nouvellement construites.

#### Espagne
En novembre 2022, l'énergéticien Iberdrola et le fabricant d'engrais Fertiberia achèvent la construction d'un projet intégré de production d'hydrogène vert ainsi que de son utilisation dans la synthèse de l'ammoniac et la production des engrais. Le complexe comprend une centrale solaire photovoltaïque de 100 MWc, un système de stockage par batteries lithium-ion de 20 MWh et un électrolyseur de 20 MW capable de produire 200 000 t/an d'hydrogène, qui sera utilisé par l'usine d'engrais voisine de Fertiberia pour remplacer 10 % de l'hydrogène actuellement produit à partir de gaz naturel. Fertiberia sera ainsi la première compagnie européenne à développer une expertise de production à grande échelle d'ammoniac vert. L'alliance Iberdrola-Fertiberia lance un programme de 830 MW d'hydrogène vert jusqu'à 2030 avec un investissement de 1,8 milliard €, pour développer trois autres projets entre 2023 et 2027 dans les usines de Fertiberia de Ciudad Real et de Palos de la Frontera dans la province de Huelva. Ce programme réaliserait 20 % de l'objectif national de 4 GW installés en 2030 et permettrait de produire sans émissions de CO2 25 % de l"hydrogène actuellement consommé en Espagne,.
Le 1er décembre 2022, le groupe pétrolier et gazier Cepsa (devenu Moeve en 2024) annonce un investissement de 3 milliards € dans un vaste projet de production d'hydrogène vert en Andalousie, baptisé « Vallée andalouse de l'hydrogène vert », pour produire 300 000 t/an d'hydrogène ; un investissement additionnel de 2 milliards € sera consacré au développement de parcs éoliens et solaires.

#### Pays-Bas
En avril 2023, Shell démarre la construction d'un électrolyseur de 200 MW sur le port de Rotterdam, qu'il présente comme la « plus grande usine d'hydrogène vert d'Europe » et qui coûtera plus d'un milliard d'euros. Cet électrolyseur doit être mis en service début 2024 pour approvisionner la raffinerie de Shell, située à quelques centaines de mètres de là, se substituant à hauteur de 5 à 10 % à l'hydrogène produit à partir de gaz utilisé dans la production de carburants. Le pétrolier britannique BP et le français Air Liquide ont lancé des projets similaires sur le même site.

### Royaume-Uni
L'industrie nucléaire britannique estime en 2021 qu’elle pourrait permettre de produire 40 % de l’hydrogène vert dont aura besoin le Royaume-Uni pour atteindre la neutralité carbone à horizon 2050.

### Chine
La province chinoise de Mongolie-Intérieure autorise en août 2021 un projet géant de parcs solaires et éoliens destinés à fabriquer de l'hydrogène vert près des villes d'Ordos et Baotou. Ces parcs d'une capacité de 1,85 GW d'énergie solaire et 370 MW d'énergie éolienne produiront 67 000 tonnes d'hydrogène vert par an à partir de 2023. Ce projet nécessitera 465 MW d'électrolyseurs, soit plus du double de la production mondiale de 2020. Le sidérurgiste China Baowu Steel a annoncé des plans pour 1,5 GW d'électrolyseurs. La China Hydrogen Alliance estime les besoins en hydrogène du pays à 35 millions de tonnes d'ici à 2030.

### Inde
En juin 2022, le conglomérat Adani et son partenaire TotalEnergies annoncent la création d'une coentreprise de production d'hydrogène à partir d'électricité renouvelable, détenue à 75 % par Adani et à 25 % par TotalEnergies. Ils vont investir 5 milliards $ (4,8 milliards €) dans la première phase du projet, qui prévoit des électrolyseurs de 2 GW, alimentés par un parc solaire et éolien de 4 GW. Dans un premier temps, l'hydrogène servira à produire de l'urée, un engrais azoté massivement utilisé dans l'agriculture, à hauteur de 1,3 Mt par an. L'Inde pourra ainsi réduire ses importations d'engrais issus des hydrocarbures. Le pays consomme 32 Mt d'urée par an, dont 10 Mt sont importés. À l'horizon de 2030, Adani et TotalEnergies annoncent une production d'hydrogène vert de 1 Mt par an, grâce à des capacités d'électricité renouvelable de 30 GW. Adani évoque des investissements de 50 milliards $ au cours des dix prochaines années, pour devenir « le plus grand producteur d'hydrogène vert au monde ». Selon les analystes de Citi, l'hydrogène produit par les deux partenaires en Inde devrait être « très compétitif », son coût de production étant estimé à 3,2 $/kg.

### Maroc
Projetant 24,49 GW de capacité installée, selon un rapport de l'Energy Research Unit en 2025, le Maroc a lancé « l’Offre Maroc » pour le développement de la filière de l’hydrogène vert. Cinq consortiums internationaux ont été sélectionnés, notamment les entreprises espagnoles Acciona et Cepsa, pour mener à bien six projets d’hydrogène vert dans les trois provinces du Sud du pays. L’investissement global s’élève à 319 milliards de dirhams (MMDH). En 2021, le Maroc affichait une capacité installée de 4,050 gigawatts (MW) en énergies renouvelables, soit 37,6 % de son mix énergétique. Fin 2024, cette capacité a bondi à 12 GW, dont 5,4 GW issus des énergies renouvelables[pas clair], représentant ainsi 45,3 % de la capacité totale installée,,,,,.
Le Maroc participe au projet international Green Hysland, une initiative expérimentale menée sur l'île espagnole de Majorque visant à développer un écosystème urbain utilisant l’hydrogène vert. Ce projet, réunissant onze pays dont neuf de l’Union européenne, ainsi que le Chili et le Maroc, vise à tester une solution énergétique durable en vue de sa reproduction ailleurs. L’implication marocaine s’inscrit dans le cadre de sa stratégie nationale de transition énergétique, qui vise la neutralité carbone à l’horizon 2050. À travers ce partenariat, le Maroc bénéficie de données techniques, économiques et environnementales utiles à l’adaptation locale de ce modèle, notamment dans les secteurs de l’industrie, de la mobilité et du tourisme,.

### Arabie saoudite
ACWA Power International collaborera avec la société américaine Air Products & Chemicals pour construire l’usine d'hydrogène vert de Neom qui comprendra 120 électrolyseurs Thyssenkrupp de 40 mètres de long ainsi que des installations solaires et éoliennes d'une puissance totale de 4 GW. Le site devrait être fonctionnel d’ici 2026[réf. souhaitée] et produira près de 220 000 tonnes d'hydrogène vert par an.

### Canada
La société TES Canada, filiale du belge Tree Energy Solutions (TES), annonce le 10 novembre 2023 la construction du « projet Mauricie » de production de 70 000 tonnes d'hydrogène vert par an à partir de 2028, pour un investissement, entièrement financé par des fonds privés, de 4 milliards de dollars canadiens (environ 2,9 milliards de dollars américains). L'électrolyseur, d'une capacité de 500 MW, sera parmi les plus importants annoncés dans le monde. TES construira son propre parc éolien et solaire, d'une capacité de 1 GW, pour couvrir 70 % de ses besoins en électricité, le reste provenant des centrales hydroélectriques d'Hydro-Québec. Le projet servira le marché domestique, réduisant de 800 000 tonnes par an les émissions de CO2 ; un tiers de l'hydrogène vert produit servira à décarboner le transport lourd de la province, responsable de 10 % des émissions de gaz à effet de serre du Québec ; les deux tiers restants seront combinés à du CO2 biogénique pour produire 115 Mm3 de méthane de synthèse, qui sera injecté dans le réseau d'Énergir, le principal distributeur de gaz naturel au Québec.

### Oman
Engie prévoit de produire 200 000 tonnes d'hydrogène vert et 1,2 Mt d'ammoniac par an à partir de 2030 à Oman.

## Critiques
Les militants antinucléaires refusent la dénomination « hydrogène vert » pour celui produit à partir d'électricité d'origine nucléaire car, même s'il est « bas carbone », ils le considèrent comme non écologique, suivant leurs arguments récurrents contre l'énergie nucléaire.
Devant l'absence de consensus sur la définition du type d'hydrogène pour chaque couleur, les députés européens relèvent la nécessité d'un accord sur une terminologie uniforme afin de, notamment, distinguer clairement l'hydrogène renouvelable, l'hydrogène à faible teneur en carbone et l'hydrogène d'origine fossile.
En Tunisie, la population s'inquiète du projet d’usine d’hydrogène vert dans la région de Gabès, à destination du marché européen, pour deux raisons principales : la forte consommation d'eau qu'il implique (dans une région qui connait un stress hydrique) et la dénaturation du paysage,.